# Crysis 3
Crysis 3 — відеогра, військово-фантастичний шутер від першої особи, розроблена, як і попередні частини серії, німецькою компанією Crytek. Офіційно гру було анонсовано 16 квітня 2012 року із вказаною датою виходу на весні 2013 року. У червні 2012 року стало відомо, що гра вийде у лютому 2013 року, видавцем є компанія Electronic Arts.

## Сюжет
Дія відбувається у 2047 році, після 24 років після фіналу Crysis 2. Більшість іншопланетян цефлоподів загинули, але приватна військова компанія C.E.L.L. присвоїла собі перемогу та завдяки використанню технологій прибульців розвинулася в мегакорпорацію. Контролюючи різні галузі економіки, C.E.L.L. встановили владу над світом через боргові зобов'язання. Нью-Йорк лишився в руїнах та був накритий куполом, покликаним не допускати втечі вцілілих цефалоподів.
Група повстанців під керівництвом спецпризначенця з позивним Психа звільняє Пророка з ув'язнення на базі C.E.L.L. На той час Пророк лишився єдиним оператором нанокостюма. Він телепатично отримує інформацію про загрозу з боку лідера прибульців — альфа-цефалопода. Пророк прагне знищити іншопланетянина, тоді як повстанці передусім мають намір використати Пророка для повалення диктатури C.E.L.L. Для цього їм необхідно вивести з ладу головне джерело енергії корпорації.
Прямуючи до джерела, Пророк знеструмлює оборону та проникає в зал управління. Джерелом енергії корпорації виявляється сам альфа-цефалопод, він виривається на свободу та відновлює колективний розум іншопланетян. C.E.L.L., бувши не в змозі протистояти раптовій агресії прибульців, активізує розташовану на орбіті зброю «Архангел», націлюючи її на Нью-Йорк. Пророк проривається до центру управління зброєю і вимикає її. Альфа-цефалопода завдяки цьому отримує час сформувати міст Ейнштейна-Розена, щоб прикликати з іншої частини галактики сили для повномасштабного вторгнення.
Об'єднавши зусилля, Пророк і Псих борються з військами цефалоподів в околицях міста, але напір ворогів змушує Психа відступити. Пророк прямує до лідера прибульців і вступає з ним у бій. Псих повертається, відволікши прибульців, і Пророк, скориставшись нагодою, завдає фінального удару. Транспорт Психа зазнає аварії, Пророк, намагаючись врятувати його, опиняється в мосту і його викидає на орбіту Землі.
Попри те, що лідер прибульців не контролює міст, один їхній корабель встигає перенестися до Землі. З допомогою нанокостюма Пророку вдається досягнути «Архангела» і розвернути зброю в бік корабля. Постріл знищує судно, а Пророк падає на планету. Костюм вберігає його від розігріву в атмосфері, тож Пророк падає в море біля острова. Отямившись, він бачить, що його тіло злилося з костюмом і тепер може набувати будь-якого вигляду.

## Основні персонажі
- «Пророк» (англ. Prophet) — протагоніст гри. Справжнє ім'я — Лоуренс Бернс, колишній глава загону «Хижак». Його тіло вчинило самогубство в Crysis 2, але нанокостюм, який був одягнений Пророком на Алькатраса, відновив його особистість зі збереженої копії. У протоколах костюма зазначено, що в результаті впливу вірусних спор в головному розподільнику (фінальний епізод Crysis 2) особистість Алькатраса була зруйнована на 42 % і поміщена на резервне зберігання.
- «Псих» (англ. Psycho) — американський спецпризначенець британського походження, сержант Майкл Сайкс (англ. Michael Sykes), позивний — Псих. Він також був одним з центральних персонажів у Crysis і перебував у загоні «Хижак» разом з Номадом (англ. Nomad), протагоністом в Crysis.
- Клер Фонтанеллі (англ. Claire Fontanelli) — біолог, колишній медичний експерт C.E.L.L., координатор штабу сил опору диктатурі корпорації. Незабаром помирає, після відключення «Архангела».
- Карл Раш (англ. Karl Rasch) — співзасновник компанії Hargreave & Rasch, один з творців нанокостюма. Бере участь у діяльності сил опору. Пропадає безвісти в кінці місії «Схід Червоної Зірки».